# Космологичен принцип
Космологичният принцип е предположение за едромащабната структура на Вселената, чийто статус е спорен. Прилагането му значително ограничава възможните космологични теории. Принципът гласи:
Вселената в голям мащаб е хомогенна и изотропна

## Следствия
От свойствата хомогенност и изотропност, които Вселената притежава според космологичния принцип, следва, че Земята не е привилегировано място в космоса и че в голям мащаб Вселената има гладка структура (т.е. не е фрактална).
Друго следствие от космологичния принцип е твърдението, че Вселената се намира в механично равновесие. Също така от хомогенността и изотропността следва, че най-големите дискретни структури са част от по-голяма непрекъсната структура (подобно на трохи от хляб).
Наблюденията на едромащабната структура на Вселената показват, че колкото по-далеч от Земята е дадена галактика, толкова по-ниско е нейното метално (всички елементи освен водород и хелий) съдържание, както и че на това разстояние средната плътност на Вселената е по-висока. За да могат тези наблюдения да са съвместими с космологичния принцип, трябва Вселената да не е стационарна, а с времето да търпи съществени промени в космологичен мащаб; например металното съдържание на Вселената с времето се увеличава поради синтеза на тежки елементи в ядрата на звездите или при избухването на свръхнови. В определен момент металното съдържание е равномерно разпределено във Вселената, но ако наблюдаваме галактика на 1 млн. св. години, ще измерим типичното метално съдържание на Вселената преди 1 млн. години, което ще се различава от днешното. Съвременните наблюдения (например разширението на Вселената) потвърждават това следствие. Нестационарността на Вселената може да бъде изведена и при прилагането на космологичния принцип към общата относителност.

## Съгласуване с наблюденията
Космологичният принцип се потвърждава до голяма степен от хомогенното разпределение на реликтовото фоново излъчване (което може да се разглежда като портрет на Вселената от епохата преди рекомбинацията). Нестационарността на Вселената е наблюдавана за първи път от Едуин Хъбъл, който открива разширяването на Вселената.
От началото на 21 век редица наблюдения поставят под съмнение валидността на принципа: Наблюдавани са няколко групирания на квазари, чийто размери надхвърлят допустимите очаквания изведени от принципа. Такива примери са U1.11 (2011), Huge-LQG (2012) и Hercules–Corona Borealis Great Wal.